# Винчестерска кућа
Винчестерска кућа (енгл. Winchester House) је вила која се налази у граду Сан Хозеу у Калифорнији. Некад је била кућа Саре Винчестер жене Вилијама Винчестера који је изумео познату врсту пушке. Сара је мислила да је прогоне духови људи које је убила врста пушке коју је изумео њен муж и зато је саградила ову вилу. Вила је пуна замки, врата која не воде никуда, степеница које нису довршене и осталих замки. Мислила је да ће тако збунити духове. Изградња је почела 1884. а трајала је све до Сарине смрти, 5. септембра 1922. Процењује се да су трошкови били око 5.500.000 америчких долара. Данас је ова вила туристичка атракција.

## Кућа данас
Пре земљотреса 1906. кућа је имала седам спратова али данас има само четири. Направљена је претежно од дрвета. У вили постоји око 160 соба, а од тога су 40 спаваће собе. На кући постоји 17 димњака, два подрума и три лифта. Ова кућа има златне и сребрне лустере. Постоје врата и степенице које не воде никуда.